# Топонимическая комиссия Санкт-Петербурга
Топоними́ческая коми́ссия Санкт-Петербу́рга (Санкт-Петербу́ргская межве́домственная коми́ссия по наименова́ниям) — межведомственная комиссия, действующая под патронатом комитета по культуре правительства Санкт-Петербурга.
Топонимическая комиссия занимается вопросами наименований и переименований объектов городской окружающей среды (улиц, проспектов, переулков, площадей, мостов, каналов и т. д.) Санкт-Петербурга. Однако она является консультативным коллегиальным органом, поэтому все решения носят рекомендательный характер. Следующей инстанцией является губернатор Санкт-Петербурга, который своей подписью делает решение постановлением.
Под термином переименование понимаются следующие моменты: возвращение исторических наименований, восстановление необоснованно упразднённых названий реально существующих проездов, замена неудачных современных названий в новых районах, ликвидация дублирующих и созвучных наименований.
Во время принятия решений комиссия учитывает и анализирует общественное мнение.

## История
Комиссия о Санкт-Петербургском строении середины XVII века издала 2 указа, которые являлись первыми российскими законодательными актами в области топонимики. Город был также разделён на пять частей — Адмиралтейская, Васильевская, Петербургская, Литейная и Московская.
Днём рождения современной Топонимической комиссии считается 14 февраля 1925 года, когда прошло первое заседание подразделение подотдела благоустройства отдела жилищно-коммунального хозяйства Ленгубисполкома, в компетенцию которого входили вопросы именования городских объектов. В то время считалось необходимым провести переименования названий «царского» или «религиозного происхождения». В таком формате комиссия просуществовала до 1937 года, когда её ликвидировали. Возрождение произошло в 1960-е годы, когда её включили в состав управления культуры Ленгорисполкома.
В нынешнем формате комиссия действует с 1991 года. В 1990-х годах были возвращены исторические названия многим петербургским улицам. Всего по Петербургу и пригородам восстановлены свыше 140 названий.
В 2016 году в городе разгорелся политический скандал в связи с продавливанием со стороны руководства Санкт-Петербурга наименования моста Ахмата Кадырова. Четверо членов ТК покинули комиссию в знак протеста.

## Состав
Состав комиссии по состоянию на 12.9.2024 г.:
Председатель:
- Пиотровский, Борис Михайлович, вице-губернатор Санкт-Петербурга.

Первый заместитель председателя:
- Болтин, Фёдор Дмитриевич, первый заместитель председателя комиссии — председатель Комитета по культуре Санкт-Петербурга. Первый заместитель председателя комиссии по должности.

Заместители председателя:
- Гаазе, Ольга Витальевна, директор Санкт-Петербургского государственного бюджетного учреждения дополнительного профессионального образования «Институт культурных программ» (по согласованию);
- Скрелин, Павел Анатольевич, заместитель председателя комиссии (по согласованию). Член комиссии с 1991 года, заместитель председателя комиссии с 1997 года.

Секретарь:
- Хацкевич, Елена Павловна — начальник сектора топонимической деятельности отдела экспертизы и методологии в сфере культуры Санкт-Петербургского государственного бюджетного учреждения дополнительного профессионального образования «Институт культурных программ».

Члены комиссии:
- Аганова, Галина Рэмовна — заместитель председателя Комитета по государственному контролю, использованию и охране памятников истории и культуры, — начальник Управления организационного обеспечения, популяризации и государственного учёта объектов культурного наследия.
- Александров, Антон Александрович — заместитель председателя Комитета по культуре Санкт-Петербурга.
- Алексеев, Алексей Юрьевич — ведущий библиотекарь фундаментальной библиотеки императрицы Марии Федоровны федерального государственного бюджетного образовательного учреждения высшего образования «Российский государственный педагогический университет им. А. И. Герцена» (по согласованию).
- Вилинбахов, Георгий Вадимович — доктор исторических наук, заместитель директора по научной работе федерального государственного учреждения культуры «Государственный Эрмитаж», государственный герольдмейстер России. Член комиссии с 2005 года (по согласованию).
- Ерофеев, Алексей Дмитриевич — член Бюро Топонимической комиссии, член Топонимической комиссии города Выборга — краевед, журналист, собственный корреспондент «Парламентской газеты» по Санкт-Петербургу и Ленинградской области, автор многочисленных публикаций по истории Петербурга, Ленинградской области и других местностей России, один из авторов «Топонимической энциклопедии Петербурга», лауреат Анциферовской премии. Член комиссии с 1991 года (по согласованию).
- Зеленков, Родион Николаевич — учёный секретарь Санкт-Петербургского государственного бюджетного учреждения культуры «Государственный музей истории Санкт-Петербурга» (по согласованию).
- Казанский, Николай Николаевич — директор учреждения «Институт лингвистических исследований» Российской академии наук, академик Российской академии наук. Член комиссии с 2004 года (по согласованию).
- Лялин, Вячеслав Сергеевич — председатель комитета по увековечению памяти защитников Отечества и наградам Санкт-Петербургской общественной организации ветеранов (пенсионеров, инвалидов) войны, труда, Вооруженных сил и правоохранительных органов.
- Мартынов, Геннадий Георгиевич- библиотекарь библиотеки № 2 им. Фёдора Абрамова Санкт-Петербургского государственного бюджетного учреждения «Невская централизованная библиотечная система» (по согласованию).
- Мищенко, Илья Анатольевич — председатель правления Санкт-Петербургского регионального отделения общероссийской общественной организации «Союз переводчиков России» (по согласованию).
- Нехай, Руслан Шамсудинович — директор федерального государственного бюджетного учреждения культуры и искусства «Центральный военно-морской музей имени императора Петра Великого» Министерства обороны Российской Федерации (по согласованию).
- Николащенко, Борис Васильевич — архитектор, заслуженный архитектор России, член Градостроительного совета Санкт-Петербурга, руководитель архитектурно-планировочной мастерской № 1 государственного учреждения «Научно-исследовательский и проектный центр генерального плана Санкт-Петербурга». Член комиссии с 1991 года (по согласованию).
- Платонов, Павел Владимирович — историк архитектуры (по согласованию).
- Рудая, Зинаида Абрамовна — заведующий отделом петербурговедения Санкт-Петербургского государственного бюджетного учреждения культуры «Центральная городская публичная библиотека имени В. В. Маяковского» (по согласованию).
- Рыжков, Андрей Борисович — краевед (по согласованию).
- Смирнов, Николай Николаевич — директор федерального государственного бюджетного учреждения науки Санкт-Петербургского института истории Российской академии наук (по согласованию).
- Терентьев, Андрей Станиславович — хранитель музейных предметов I категории (в экспозиции) федерального государственного бюджетного учреждения культуры "Государственный музей-заповедник «Петергоф» (по согласованию).
- Тихомиров, Борис Николаевич — заместитель директора по науке Санкт-Петербургского государственного учреждения культуры «Литературно-мемориальный музей Ф. М. Достоевского».
- Федоренко, Зоя Евгеньевна — заместитель начальника Управления застройки города — начальник отдела землепользования и застройки районов Санкт-Петербурга Комитета по градостроительству и архитектуре.
- Филиппова, Юлия Анатольевна — начальник отдела культурно-исторического наследия Комитета по культуре Санкт-Петербурга.
- Цветкова, Татьяна Валентиновна — главный специалист отдела культурно-исторического наследия Комитета по культуре Санкт-Петербурга.
- Цивилёв, Алексей Николаевич — депутат Законодательного Собрания Санкт-Петербурга (по согласованию).
- Яковлев, Владимир Петрович — кандидат исторических наук, профессор, профессор кафедры музееведения и экскурсоведения федерального государственного образовательного учреждения высшего профессионального образования «Санкт-Петербургский государственный университет культуры и искусств» (по согласованию). Член комиссии с 1995 года, в 1995—1997 годах в должности заместителя мэра, председателя Комитета по культуре был заместителем председателя комиссии, в 1997—2000 годах в должности вице-губернатора, председателя Комитета по культуре был председателем комиссии.

В июне 2016 года четверо членов комиссии — Сергей Басов, Алексей Владимирович, Александр Марголис и Андрей Рыжков — в открытом письме губернатору Санкт-Петербурга заявили о выходе из её состава в связи с «пренебрежением принципами топонимики и заигрыванием в политику» городскими властями при присвоении мосту через Дудергофский канал имени Ахмата Кадырова. Андрей Рыжков вернулся в состав комиссии в августе 2019 года.

## Бывшие члены Топонимической комиссии
Бывшие члены Топонимической комиссии, не попавшие в новый состав в 2008 г.:
- Анисимов, Евгений Викторович — доктор исторических наук, профессор, ведущий научный сотрудник государственного учреждения Санкт-Петербургского института истории Российской академии наук.
- Векслер, Аркадий Файвишевич — краевед, педагог, учитель истории и петербурговедения.
- Ковалёв, Алексей Анатольевич — депутат, бывший заместитель председателя постоянной комиссии по образованию, культуре и науке Законодательного Собрания Санкт-Петербурга.
- Тарасов, Сергей Борисович (1959—2009), председатель Топонимической комиссии — вице-губернатор Санкт-Петербурга в 2004—2008 гг. (в связи с переходом на другую работу с должности вице-губернатора).

Бывшие члены Топонимической комиссии:
- Басов, Сергей Александрович — кандидат педагогических наук, заведующий научно-методическим отделом федерального государственного учреждения «Российская национальная библиотека». Член комиссии с 1991 года. Покинул комиссию в 2016 году в связи со скандалом после присвоения мосту через Дудергофский канал в Красносельском районе Петербурга имени Ахмата Кадырова.
- Буров, Николай Витальевич — генеральный директор государственного учреждения культуры «Государственный музей-памятник „Исаакиевский собор“», народный артист России. Член комиссии в 2005—2014 гг, первый заместитель председателя комиссии в 2005—2008 гг.
- Ионков, Александр Павлович — начальник 3-го отдела Управления государственной инспекции безопасности дорожного движения Главного управления внутренних дел по г. Санкт-Петербургу и Ленинградской области. Член комиссии в 1991—1995 и 2005—2014 гг.
- Кукушкина, Валентина Васильевна — краевед, на протяжении многих лет работала главным библиотекарем отдела картографии федерального государственного учреждения «Российская национальная библиотека», автор четырёхтомного издания «Топонимика Санкт-Петербурга XVIII — начала XX века по планам Санкт-Петербурга». Член комиссии в 1991—2014 гг.
- Кушнер, Александр Семёнович — поэт, автор многочисленных стихов о Петербурге. Член комиссии в 2008—2014 гг.
- Марголис, Александр Давидович — кандидат исторических наук, президент Санкт-Петербургского благотворительного общественного фонда спасения Петербурга — Ленинграда, сопредседатель Анциферовского комитета. Член комиссии в 1991—2016 гг. Покинул комиссию в связи со скандалом после присвоения мосту через Дудергофский канал в Красносельском районе Петербурга имени Ахмата Кадырова[6].
- Месхиев, Дмитрий Дмитриевич, первый заместитель председателя комиссии — председатель Комитета по культуре Санкт-Петербурга. Первый заместитель председателя комиссии по должности в 2008—2014 гг.
- Романков, Леонид Петрович — краевед, научный сотрудник отдела научных программ санкт-петербургского государственного учреждения культуры и дополнительного образования «Институт культурных программ», в 1990—2002 годах был депутатом Ленинградского (Санкт-Петербургского) городского Совета народных депутатов, Законодательного собрания Санкт-Петербурга, заместителем председателя и председателем профильной депутатской комиссии. Член комиссии в 1997—2014 гг.
- Светозарова, Наталия Дмитриевна — доктор филологических наук, профессор кафедры фонетики и методики преподавания иностранных языков факультета филологии и искусств федерального государственного образовательного учреждения высшего профессионального образования «Санкт-Петербургский государственный университет». Член комиссии в 1991—2014 гг.
- Тропп, Эдуард Абрамович — доктор физико-математических наук, профессор, член-корреспондент РАЕН, главный ученый секретарь президиума Санкт-Петербургского научного центра Российской академии наук. Член комиссии в 2004—2014 гг.
- Трохина, Ирина Николаевна — начальник отдела кадастрового плана Комитета по земельным ресурсам и землеустройству Санкт-Петербурга. Член комиссии в 2005—2014 гг.
- Флоря, Татьяна Борисовна — главный специалист отдела культурно-исторического наследия Комитета по культуре Санкт-Петербурга. Член комиссии в 2005—2014 гг.

## Печатные органы
- «Топонимический журнал» — выходил с 1998 по 2002 годы;
- «Новый топонимический журнал» — ежеквартальное издание, выходит с 2005 года. В 2015 году члены топонимической комиссии перестали сотрудничать с журналом из-за разногласий с издательством «ЛИК». В последнем номере журнала (№ 2 (51) за 2015 год) говорится, что «члены Топонимической комиссии города дружно вышли из состава редсовета „НТЖ“»[7].
- «Топонимический альманах» (с 2015 года).